# Dimanche
Dimanche ist ein kanadischer animierter Kurzfilm von Patrick Doyon aus dem Jahr 2011. Zusätzliche Titel sind englisch Sunday bzw. als deutscher Festivaltitel ergänzend Sonntag.

## Handlung
Es ist Sonntag: Ein kleiner Junge legt eine Münze auf die Schienen. Als der Zug darübergefahren ist, ist die Münze flach und lang. Seine Mutter holt ihn von den Schienen, bindet ihm einen Schlips um und geht mit ihm zur Messe. Der Junge steckt die Münze in einen Umschlag und gibt ihn in die Kollekte. Nach dem Gottesdienst fährt die Familie zu den Großeltern. Die Erwachsenen reden miteinander und gleichen dabei den Krähen, die draußen krächzen. Der Junge langweilt sich. Er sieht, wie die Großmutter einen Fisch für die Suppe köpft, der ihm vorher noch zugezwinkert hatte. Auch der Bärenkopf an der Wand macht einen lebendigen Eindruck.
Der Junge verlässt das Haus, um eine vom Großvater gestohlene Münze auf die Schienen zu legen, und sieht, dass der Bär tatsächlich nur seinen Kopf durch das Fenster ins Haus gesteckt hat und nun festhängt. Der Junge legt die Münze auf die Schiene, die rückseitig einen kanadischen Bären zeigt. Dem im Haus feststeckenden Bären gelingt es, sich loszureißen. Er eilt zu den Gleisen und setzt sich zwischen die Schienen, obwohl der Junge ihn davon abhalten will. Der Zug kommt und überrollt Bären und Münze. Als der Junge nun die Münze aufhebt, hat sich ihr Muster verändert: Sie zeigt auf Vorder- und Rückseite den im Haus eingeklemmten Bären von Außen- und Innensicht. Der Bär auf der Münze ist tot. Die Mutter holt den Jungen und die Familie fährt zurück nach Hause.

## Produktion
Dimanche war der erste Animationsfilm, den Patrick Doyon als Regisseur, Drehbuchautor und Animator schuf. Der Film wurde als Zeichnung auf Papier animiert.
Der Film erlebte seine Erstaufführung im Februar 2011 auf der Berlinale und lief in der Folge auf verschiedenen Festivals weltweit. Im November 2011 erschien der Film als Teil der NFB-Reihe Animation Express 2 auf DVD.

## Auszeichnungen
Dimanche erhielt auf der Berlinale 2011 eine Lobende Erwähnung der Internationalen Jury Generation Kplus. Auf dem World Festival of Animated Film in Varna wurde Dimanche im September 2011 mit dem Best Children Film Award ausgezeichnet und erhielt im November 2011 auf dem Denver Film Festival den ASIFA-Colorado Award for the Best Animated Short.
Der Film wurde 2012 für einen Oscar in der Kategorie „Bester animierter Kurzfilm“ nominiert. Zudem erhielt er bei den Annie Awards 2012 eine Nominierung in der Kategorie „Best Animated Short Subject“.